# The Center
The Center (in cinese 中环中心 cinese translitterato Zhōnghuán zhōngxīn ) è un grattacielo di Hong Kong

## Caratteristiche
L'edificio, alto 346 m distribuiti su 73 piani ed è il 4º più alto della città dopo il 2 International Finance Centre, il Central Plaza e la Bank of China Tower. È stato completato nel 1998 su progettazione degli architetti Dennis & Lau Chun Ng Man Architects & Engineers. The center è uno dei pochi grattacieli di Hong Kong costruiti interamente in acciaio.
Nel novembre 2017 viene annunciato che il The Center viene venduto per 5,15 miliardi di dollari statunitensi, diventando la più grossa transazione immobiliare al mondo per un singolo edificio. La CK Asset Holdings di Li Ka-shing ha venduto l'edificio a BVI, chiamata CHMT Peaceful Development Asia Limited, che si pensa sia guidata dalla statale China National Petroleum Corp.